# Bretilio
Bretilio es el nombre de un medicamento que actúa como agente antiarrítmico—clase III—y bloquea la liberación de noradrenalina del sistema nervioso simpático periférico y se indica en medicina para el tratamiento de la taquicardia ventricular aguda y la potencialmente mortal fibrilación ventricular, por lo general cuando la lidocaína y la cardioversión eléctrica han resultado fallidos. Está contraindicada en pacientes con bloqueo del nódulo auriculoventricular o con toxicidad por digoxina. Por sus potentes efectos hipotensores, el bretilio fue usado inicialmente como antihipertensivo, y su uso puede causar hipotensión postural.  

## Efectos cardíacos
El bretilio alarga la duración del potencial de acción y el período refractario efectivo de los ventrículos mas no de las aurículas. Este efecto se hace más pronunciado en células isquémicas, los cuales de por sí producen un potencial de acción de corta duración. Por ello, el bretilio puede revertir el acortamiento del potencial de acción causado por un evento isquémico. Debido a que el bretilio causa un aumento inicial de la liberación de catecolaminas, tiene propiedades inotrópicas positivas, eso quiere decir que puede precipitar la aparición de trastornos del ritmo cardíaco como arrítmias ventriculares, haciendo que se deba vigilar de cerca el comienzo de la terapia con este medicamento.

## Efectos extracardíacos
Los efectos extracardíacos son el resultado de las acciones simpatolíticos, el más potente de ellos es la hipotensión postural. Este efecto puede ser prevenido casi por completo por la administración concomitante de un antidepresivo tricíclico tal como la protriptilina. Pueden aparecer náuseas y vómitos después de la administración intravenosa de un bolo de bretilio.
Combinado con la lidocaína, se ha usado al bretilio en casos de dolor crónico complejo especialmente mediado por el sistema nervioso simpático.

## Farmacología
El bretilio está disponible para uso intravenoso, en adultos, un bolo de trsilato de bretilio a dosis de 5 mg/kg peso, se administra en un período de 10-15 minutos. Esta dosis puede repetirse después de 30 minutos. La dosis de mantenimiento se alcanza por dosis similares cada 4 a 6 horas o por la infusión continua de 0,5-2 mg/min.
El bretilio se usa en situaciones de emergencia, por lo general durante el intento de resucitación cardíaca por una fibrilación ventricular cuando la lidocaína y la cardioversión han resultado fallidos.
La liberación de los neurotransmisores noradrenalina y dopamina puede ser bloqueada por el bretilio y la guanetidina y es capaz de aumentar la frecuencia de los marcapasos al causar la liberación de catecolaminas.